# ウィキマピア
ウィキマピア（英: WikiMapia）は、Google マップの衛星画像とウィキのシステムを組み合わせた、オンラインの地図サービスである。
ユーザは地球全体の衛星画像のあらゆる地点や範囲に対して脚注をつけるように情報を書き加えることができる。世界中のユーザーが投稿しあった情報が地図上に表示されていく仕組みとなっており、2008年8月現在で世界の約900万箇所が登録され、特に都市部や観光名所で非常に数多くの情報が登録されている。情報の追加や編集にはユーザー登録は不要だが、2008年1月現在で20万以上のユーザーが登録を行っている。
このサービスはアレクサンドル・コリアキン（Alexandre Koriakine）とエフゲニー・サヴェリエフ（Evgeniy Saveliev）により作られ、2006年5月24日に開設された。スローガンは「世界地図に情報を書き込もう!」（"Let's describe the whole World!"）。

## サービスの概要

### 場所へのタグ付け
ウィキマピアでは投稿者は、地図上のあらゆる場所に「タグ」をつけることができる。このタグは特定の都市や地形や施設の周りに四角い枠で表示され、この枠をクリックすると画面上にウィンドウがあらわれる。このウィンドウにはその場所の名前、その場所に関する解説、属するカテゴリのほか、言語・編集履歴・経緯度などの情報、ウィキペディアなど外部へのリンク、画像、埋め込まれたYouTubeの映像などが全て表示されている。
画面の左上にある「Wikimapia」の文字からは、言語選択、ユーザーフォーラム、ログインなどのウィンドウを表示することができる。「View」の文字からは、地図と衛星画像の切り替えなどが選択できる。また新たな場所にタグを追加する場合は「Add place」をクリックすると、表示されている地図の中央に枠が表示される。この枠の大小や形を変えるなどして詳述したい施設や地形の形に合わせて「Save」ボタンを押すと、その場所の名前と情報を書き込み、カテゴリを選択し、画像や動画を埋め込むことができる。また既存のタグに対しての編集も行える。
インドなどのように市販地図が現状を反映しておらず古くなっている国や地図の代金が高い国では、ユーザーが最新情報に基づいてアップデートすることができるウィキマピアは爆発的に成長している。ただしこうした早い成長により、特に都市部や観光名所などでは無数の枠が表示され、クリックしてみないとそれが公的施設か、ただの店舗や家か分からないという難点も抱えている。ウィキマピア上ではどのような施設や地形もすべて同じ色の枠で表示されることからくる問題であるが、特定カテゴリにあてはまる場所だけを閲覧するというカテゴリ・ブラウジングの機能の追加により若干改善されている。

### ライセンス
2010年12月9日、ウィキマピアは公式ブログに同サイトのコンテンツをクリエイティブ・コモンズ 表示-非営利-継承ライセンス 3.0の下で利用できると発表した。　以前より自由にウィキマピアのコンテンツを利用する事ができるようになったが、｢非営利｣という条件のため、相変わらずWikipediaへの転載はできなかった。
2012年には、ライセンスをクリエイティブ・コモンズ 表示-継承ライセンス 3.0に変更したため、Wikipediaへの転送ができるようになった。

### 多言語対応とユーザー登録
場所へのタグ付けは多言語対応がなされている。93の言語に対応し、うち56言語ではインターフェイスが完全に翻訳されている（2009年2月末現在では、FAQやフォーラムなど日本語への翻訳が完全にできていないところがある）。また特別ページ（）を通じて、登録ユーザーがインターフェイスの翻訳を行うこともできる。
ユーザー登録は2006年10月に導入された。登録しているユーザーは、互いへのメッセージ送信、フォーラムの利用、特定範囲の情報追加や情報編集を監視できるウォッチリストの利用もできる。

### ユーザレベル
登録ユーザレベルには八段階があり、経験値が増大すると次のユーザレベル進む。経験値とユーザレベルの関係は次の通り。
- ユーザレベル1 : 0-4,999
- ユーザレベル2 : 5,000-14,999 このレベル以上は「航空写真更新による位置ずれの修正」が可能
- ユーザレベル3 : 15,000-49,999
- ユーザレベル4 : 50,000-149,999
- ユーザレベル5 : 150,000-499,999 このレベル以上は「写真の管理」が可能
- ユーザレベル6 : 50,0000-1,499,999
- ユーザレベル7 : 1,500,000-4,999,999
- ユーザレベル8 : 5,000,000以上

### 相互運用性
ハンドヘルドGPSなど、GPSを使う機械とウィキマピアを、プラグインを使ってつなげることもできる（ウィンドウズのみ対応。ウィキマピアからダウンロードできる）。
またウィキマピアの情報を他のサイトで使用できるようにすることもできる。
- Google Earth 上でウィキマピアの情報を表示する「Google Earth dynamic layer」 （KMLファイル）。
- Google Map 上でウィキマピアの情報を表示する Mapplet 。
- トップメニューにある「Map on your page」から、ウィキマピアの一部をHTMLを使ったページ上に表示できるコードの提供。
- Javaが使える携帯電話で「Mobile GMaps」などのサード・パーティ・ソフトウェアを使った表示。

## ベータ版
2008年10月にはテスト用のベータ版が登録ユーザーに対して提供されている。このベータ版では「Wikimapia Map」という新しいレイヤー（層）が地図上に導入された。このレイヤーではタグの枠や道路などユーザーが追加・編集した情報だけが表示されており、それぞれの枠は属するカテゴリによって色が変えられている（例えば水面は青、公園は緑など）。カテゴリを絞り込んで表示するものを選別することも可能となる。また編集の補助となる Wikmapia wiki（ウィキマピア・ウィキ）も導入された。

## ビジネスモデル
ウィキマピアは、Google AdSenseの表示により若干の収入を得ている。2007年7月、サービスの創業者たちは今後の計画の完成に向けて投資家を募ることにしている。